# Hoshikuzu Telepath
Hoshikuzu Telepath (星屑テレパス Hoshikuzu Terepasu?, lit. Telépata de polvo estelar), también conocida como Stardust Telepath en inglés, es una serie de manga yonkoma japonés escrito e ilustrado por Rasuko Ōkuma.
Comenzó a serializarse en la revista de manga seinen Manga Time Kirara de Hōbunsha desde el 9 de mayo de 2019, con sus capítulos recopilados en tres volúmenes tankōbon hasta el momento.
Una adaptación a serie anime de televisión, producida por Studio Gokumi, se emitió entre octubre y diciembre de 2023.

## Sinopsis
Konohoshi Umika es una estudiante de instituto a la que se le da muy mal comunicarse con los demás. Sintiéndose casi como una extraterrestre atrapada en la Tierra sin ningún lugar al que pertenecer, un día conoce a una chica que dice ser ¡una extraterrestre de verdad!

## Personajes
Umika Konohoshi (小ノ星 海果 Konohoshi Umika?)
 Seiyū: Yurie Funato
Yū Akeuchi (明内 ユウ Akeuchi Yū?)
 Seiyū: Seria Fukagawa
Haruno Takaragi (宝木 遥乃 Takaragi Haruno?)
 Seiyū: Moe Nagamuta
Matataki Raimon (雷門 瞬 Raimon Matataki?)
 Seiyū: Shiki Aoki
Emihara (笑原?)
 Seiyū: Natsumi Takamori
Honami Konohoshi (小ノ星 穂波 Konohoshi Honami?)
 Seiyū: Hina Yōmiya

## Contenido de la obra

### Manga
Hoshikuzu Telepath es escrito e ilustrado por Rasuko Ōkuma. Comenzó inicialmente en la revista Manga Time Kirara de Hōbunsha el 9 de mayo de 2019, como un trabajo invitado de dos capítulos. Comenzó su serialización completa en la misma revista el 9 de julio de 2019. Hōbunsha recopila sus capítulos individuales en volúmenes tankōbon. El primer se publicó el 27 de julio de 2020, y hasta el momento se han lanzado tres volúmenes.
| Volúmenes de manga publicados | Volúmenes de manga publicados | Volúmenes de manga publicados |
| Número                        | Fecha de publicación          | ISBN                          |
| ----------------------------- | ----------------------------- | ----------------------------- |
| 1                             | 27 de julio de 2020           | ISBN 978-4-8322-7205-7        |
| 2                             | 27 de septiembre de 2021      | ISBN 978-4-8322-7308-5        |
| 3                             | 27 de octubre de 2022         | ISBN 978-4-8322-7409-9        |

### Anime
El 7 de octubre de 2022 se anunció una adaptación de la serie a anime. Está producido por Studio Gokumi y dirigido por Kaori, quien también supervisará los guiones con Natsuko Takahashi, y Takahiro Sakai diseñará los personajes y se desempeñará como director de animación en jefe.
La serie se estrenó el 9 de octubre de 2023 en AT-X y otras redes. Finalizó el 25 de diciembre del mismo año.
El tema de apertura es "Ten to Sen" de Miku Itō, mientras que el tema de cierre es "Tentaizu" de SoundOrion. Crunchyroll obtuvo la licencia de la serie fuera de Asia. Muse Communication obtuvo la licencia de la serie en el sudeste asiático.

## Recepción
En 2021, la serie fue nominada en la séptima edición del Next Manga Award en la categoría de Mejor Manga Impreso.